# Большая Пустошка
 Большая Пустошка  — деревня в Тоншаевском районе Нижегородской области.

## География
Расположено на расстоянии примерно 22 км на юг-юго-восток по прямой от районного центра посёлка Тоншаево.

## История
Известна с 1872 года как починок Пустошка с 43 дворами и 84 жителями . С 2004 по 2020 год в составе Ложкинского сельсовета.

## Население
Постоянное население составляло 2 человека (русские 100%) в 2002 году, 1 в 2010.